# Rudolf Thurneysen
Eduard Rudolf Thurneysen (Basilea, 1857-Bonn, 1940) fue un lingüista y un celtista suizo.

## Biografía
Nacido en Basilea, Thurneysen estudió filología clásica en Basilea, Leipzig, Berlín y París. Sus maestros incluyeron a Ernst Windisch y Heinrich Zimmer. Recibió su promoción (que se acerca a un doctorado) en 1879 y su habilitación, en latín y en las lenguas celtas, posteriormente en la universidad de Jena (Alemania) en 1882.
De 1885 a 1887, enseñó latín en la Universidad de Jena, y después en la Universidad de Friburgo, donde reemplazó a Karl Brugmann, un especialista en las lenguas indoeuropeas.
En 1909 publicó Handbuch des Alt-Irischen («Manual de irlandés antiguo»), traducido al inglés con el título A Grammar of Old Irish por D. A. Binchy y Osborn Bergin, reeditado en 2006.
De 1913 a finales de su carrera docente, enseñó en la universidad de Bonn.
Se jubiló en 1923 y murió en Bonn en 1940.